# Football Club Internazionale 1958-1959
Questa voce raccoglie le informazioni riguardanti il Football Club Internazionale nelle competizioni ufficiali della stagione 1958-1959.

## Stagione

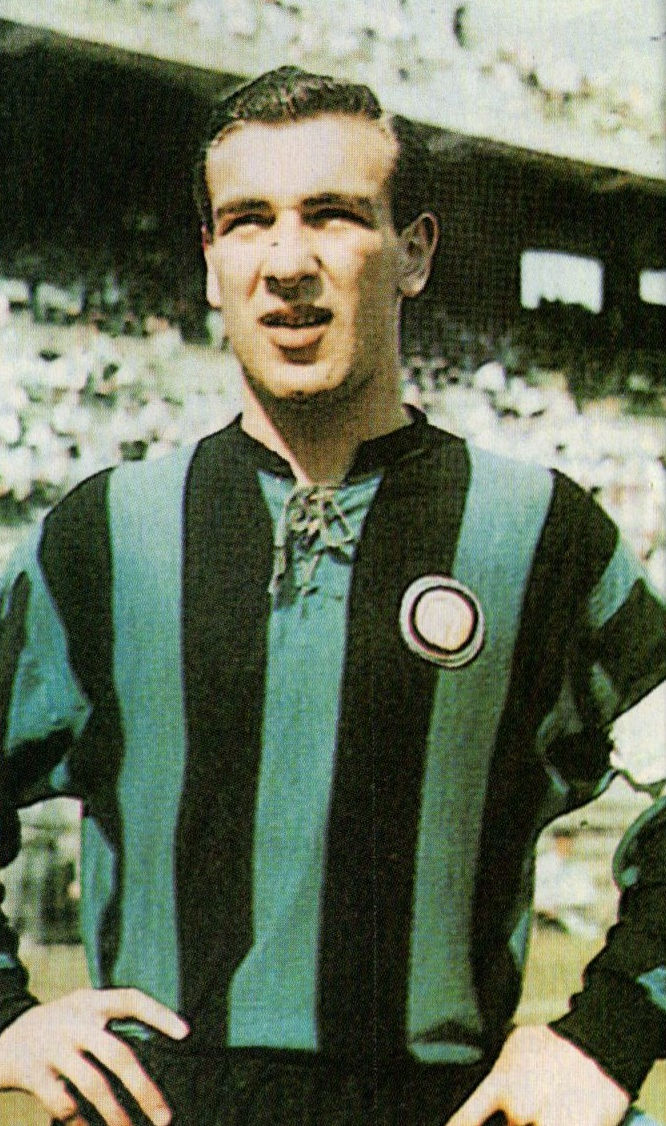
L'italo-argentino Antonio Angelillo, calciatore più prolifico del torneo con 33 marcature.

Invitata a disputare la Coppa delle Fiere parimenti alla Roma in rappresentanza delle maggiori metropoli italiane, l'Inter si distinse nel primo turno per il 7-0 rifilato al Lione: un «cappotto» dalle identiche proporzioni si registrò contro il Mantova in Coppa Italia, con tali goleade a costituire le più ampie vittorie nei rispettivi tornei. Da iscrivere negli annali anche il titolo di capocannoniere vinto da Angelillo, superando con 33 reti i numeri che portarono Borel a primeggiare tra i marcatori nel 1932: per l'oriundo una cinquina alla S.P.A.L. anch'essa da record, mentre il diciassettenne Corso risultava il più giovane realizzatore del club in Serie A.
Pur azzeccando vari acquisti – tra cui lo stopper Guarneri, la mezzala Lindskog e l'attaccante Firmani – ai nerazzurri non riuscì d'insidiare il duopolio Milan-Fiorentina in campionato, limitandosi all'ultimo gradino del podio: domenica 22 marzo 1959 veniva comunque raggiunto un successo nel derby meneghino, utile per allungare una striscia d'imbattibilità che perdurava nei confronti dei concittadini dal 7 novembre 1954.
La crisi realizzativa vissuta da Angelillo in primavera fu sanata nella giornata conclusiva, eludendo la guardia del laziale Carosi e siglando una doppietta; da menzionare anche una trasferta a Trieste che non conobbe seguito per lungo tempo, fin quando nel settembre 2001 i lombardi vi giocarono in campo neutro per la squalifica del Meazza relativa alla Coppa UEFA.
Il 13 settembre 1959, alle porte della nuova stagione, la Beneamata fu sconfitta per 4-1 dalla Juventus nell'atto decisivo per assegnare la coppa nazionale: di Bicicli il punto della bandiera, con Cervato a segno per i bianconeri così come Charles e Sivori.

## Divise
| 1ª divisa | 2ª divisa |  |

## Organigramma societario
Area direttiva
- Presidente: Angelo Moratti
- Consigliere: Giuseppe Prisco

Area tecnica
- Allenatore: Giuseppe Bigogno, poi Frank Pedersen[30][31]

Area sanitaria
- Massaggiatore: Bartolomeo Della Casa

## Rosa
| N. |                   | Ruolo | Calciatore          |
| -- | ----------------- | ----- | ------------------- |
|    | Italia (bandiera) | P     | Enzo Matteucci      |
|    | Italia (bandiera) | P     | Mario Da Pozzo      |
|    | Italia (bandiera) | P     | Natale Nobili       |
|    | Italia (bandiera) | D     | Aristide Guarneri   |
|    | Italia (bandiera) | D     | Bruno Bolchi        |
|    | Italia (bandiera) | D     | Livio Fongaro       |
|    | Italia (bandiera) | D     | Luigi Robbiati      |
|    | Italia (bandiera) | D     | Ambrogio Valadè     |
|    | Italia (bandiera) | D     | Vasco Tagliavini    |
|    | Italia (bandiera) | D     | Amos Cardarelli     |
|    | Italia (bandiera) | C     | Mario Corso         |
|    | Italia (bandiera) | C     | Enea Masiero        |
|    | Italia (bandiera) | C     | Giovanni Invernizzi |

| N. |                      | Ruolo | Calciatore                 |
| -- | -------------------- | ----- | -------------------------- |
|    | Svezia (bandiera)    | C     | Lennart Skoglund           |
|    | Italia (bandiera)    | C     | Claudio Guglielmoni        |
|    | Svezia (bandiera)    | C     | Bengt Lindskog             |
|    | Italia (bandiera)    | C     | Luigi Mascalaito           |
|    | Italia (bandiera)    | C     | Mario Mereghetti           |
|    | Italia (bandiera)    | C     | Arcadio Venturi            |
|    | Italia (bandiera)    | C     | Italo Galbiati             |
|    | Argentina (bandiera) | A     | Antonio Valentín Angelillo |
|    | Italia (bandiera)    | A     | Mauro Bicicli              |
|    | Italia (bandiera)    | A     | Eddie Firmani              |
|    | Italia (bandiera)    | A     | Eugenio Rizzolini          |
|    | Italia (bandiera)    | A     | Renzo Rovatti              |
|    | Uruguay (bandiera)   | A     | Washington Cacciavillani   |

## Risultati

### Serie A

#### Girone di andata
| Arbitro: | Jonni (Macerata) |

|                    |           |                               |
| Bettini 82’ (rig.) | Marcatori | 61’, 67’ (rig.) 72’ Angelillo |

| Arbitro: | Famulari (Messina) |

|                                      |           |  |
| Firmani 2’, 74’ Angelillo 15’ (rig.) | Marcatori |  |

| Arbitro: | Rigato (Mestre) |

|                                           |           |                    |
| Robotti 37’ Barison 59’, 75’ Frignani 65’ | Marcatori | 19’, 57’ Angelillo |

| Arbitro: | Bonetto (Torino) |

|                                                                |           |  |
| Angelillo 3’, 44’, 45’, 46’, 69’ Lindskog 30’, 87’ Rovatti 52’ | Marcatori |  |

| Arbitro: | Marchese (Napoli) |

|                                |           |  |
| Segato 2’, 36’ Hamrin 55’, 78’ | Marcatori |  |

| Arbitro: | Liverani (Torino) |

|                                |           |                          |
| Firmani 50’ Angelillo 69’, 71’ | Marcatori | 5’ Selmosson 8’ Lojodice |

| Arbitro: | Marchese (Napoli) |

|              |           |               |
| Altafini 20’ | Marcatori | 68’ Angelillo |

| Arbitro: | Moriconi (Roma) |

|                           |           |  |
| Angelillo 78’, 90’ (rig.) | Marcatori |  |

| Arbitro: | Rigato (Mestre) |

|                                                |           |            |
| Bicicli 1’ Angelillo 22’, 65’ Firmani 32’, 58’ | Marcatori | 6’ Recagno |

| Arbitro: | Marchese (Napoli) |

|                    |           |                         |
| Pivatelli 40’, 86’ | Marcatori | 47’ Corso 53’ Angelillo |

| Arbitro: | Rigato (Mestre) |

|             |           |                                   |
| Bicicli 22’ | Marcatori | 15’ Charles 41’ Nicolè 61’ Sivori |

| Arbitro: | Jonni (Macerata) |

|              |           |               |
| Santelli 21’ | Marcatori | 15’ Angelillo |

| Arbitro: | Orlandini (Roma) |

|  |           |                                              |
|  | Marcatori | 37’ Lindskog 48’ Corso 54’, 79’, 84’ Firmani |

| Arbitro: | Moriconi (Roma) |

|               |           |             |
| Angelillo 78’ | Marcatori | 80’ Vinicio |

| Arbitro: | Orlandini (Roma) |

|             |           |                         |
| Mazzoni 44’ | Marcatori | 6’ Firmani 68’ Lindskog |

| Arbitro: | Famulari (Messina) |

|             |           |  |
| Firmani 69’ | Marcatori |  |

| Arbitro: | Marchese (Napoli) |

|           |           |                            |
| Tozzi 88’ | Marcatori | 51’ Lindskog 77’ Angelillo |

#### Girone di ritorno
| Arbitro: | Ubezio (Novara) |

|                                                         |           |  |
| Bicicli 12’ Lindskog 23’ Angelillo 61’, 73’ Firmani 82’ | Marcatori |  |

| Arbitro: | Bonetto (Torino) |

|                      |           |  |
| Rosa 54’ Mariani 73’ | Marcatori |  |

| Arbitro: | De Marchi (Pordenone) |

|                                                   |           |                    |
| Firmani 4’, 87’ Angelillo 50’ (rig.) Lindskog 89’ | Marcatori | 58’ (rig.) Barison |

| Arbitro: | Groppi |

|  |           |             |
|  | Marcatori | 50’ Firmani |

| Arbitro: | Orlandini (Roma) |

|              |           |                               |
| Skoglund 82’ | Marcatori | 2’, 76’ Montuori 58’ Lojacono |

| Arbitro: | Marchese (Napoli) |

|                            |           |                    |
| Da Costa 42’ Selmosson 52’ | Marcatori | 46’, 56’ Angelillo |

| Arbitro: | Lo Bello (Siracusa) |

|             |           |  |
| Firmani 36’ | Marcatori |  |

| Arbitro: | Marchese (Napoli) |

|                              |           |              |
| Cappellaro 60’ Agnoletto 64’ | Marcatori | 36’ Skoglund |

| Arbitro: | Pieri (Trieste) |

|                    |           |                                          |
| Milani 5’ Mora 36’ | Marcatori | 63’ Corso 77’, 85’ Angelillo 89’ Firmani |

| Arbitro: | Guigue |

|                                                        |           |             |
| Angelillo 1’, 55’ Bicicli 24’ Firmani 46’ Skoglund 80’ | Marcatori | 10’ Maschio |

| Arbitro: | Lo Bello (Siracusa) |

|                                      |           |                       |
| Emoli 61’ Ferrario 80’ Boniperti 83’ | Marcatori | 12’ Firmani 76’ Corso |

| Arbitro: | Famulari (Messina) |

|              |           |  |
| Lindskog 71’ | Marcatori |  |

| Arbitro: | Gambarotta (Genova) |

|             |           |  |
| Masiero 52’ | Marcatori |  |

| Arbitro: | Pieri (Trieste) |

|                 |           |  |
| Del Vecchio 76’ | Marcatori |  |

| Arbitro: | Adami (Roma) |

|                          |           |                 |
| Lindskog 15’ Masiero 40’ | Marcatori | 36’ De Robertis |

| Arbitro: | De Marchi (Pordenone) |

|                |           |            |
| Pistorello 75’ | Marcatori | 8’ Firmani |

| Arbitro: | Babini (Ravenna) |

|                                              |           |  |
| Firmani 22’ Rizzolini 43’ Angelillo 65’, 67’ | Marcatori |  |

### Coppa Italia
| Arbitro: | De Marchi (Pordenone) |

|  |           |                                                 |
|  | Marcatori | 2’, 39’ Angelillo 9’, 27’, 57’, 59’, 8’ Firmani |

| Arbitro: | De Marchi (Pordenone) |

|                               |           |                      |
| Firmani 17’, 42’ Lindskog 77’ | Marcatori | 46’, 57’ Del Vecchio |

| Arbitro: | Liverani (Torino) |

|                     |           |                                       |
| Rosa 62’ Zerlin 85’ | Marcatori | 10’ Firmani 15’ Rizzolini 71’ Masiero |

| Arbitro: | Liverani (Torino) |

|  |           |               |
|  | Marcatori | 19’ Angelillo |

| Arbitro: | Gambarotta (Genova) |

|           |           |  |
| Corso 68’ | Marcatori |  |

| Arbitro: | Jonni (Macerata) |

|             |           |                                               |
| Bicicli 36’ | Marcatori | 7’ Charles 27’, 79’ (rig.) Cervato 63’ Sivori |

### Coppa delle Fiere
| Arbitro: | Hernadi |

|                                                            |           |  |
| Angelillo 16’, 28’ Firmani 32’, 72’, 77’, 80’ Lindskog 55’ | Marcatori |  |

| Arbitro: | Mellet |

|            |           |             |
| Cossou 19’ | Marcatori | 68’ Rovatti |

| Arbitro: | Fauquebergue |

|                                              |           |  |
| Ribelles 11’, 33’ Villaverde 77’ Segarra 81’ | Marcatori |  |

## Statistiche
Statistiche aggiornate al 13 settembre 1959.

### Statistiche di squadra
| Competizione      | Punti | In casa | In casa | In casa | In casa | In casa | In casa | In trasferta | In trasferta | In trasferta | In trasferta | In trasferta | In trasferta | Totale | Totale | Totale | Totale | Totale | Totale | D.R. |
| Competizione      | Punti | G       | V       | N       | P       | Gf      | Gs      | G            | V            | N            | P            | Gf           | Gs           | G      | V      | N      | P      | Gf     | Gs     | D.R. |
| ----------------- | ----- | ------- | ------- | ------- | ------- | ------- | ------- | ------------ | ------------ | ------------ | ------------ | ------------ | ------------ | ------ | ------ | ------ | ------ | ------ | ------ | ---- |
| Serie A           | 46    | 17      | 14      | 1       | 2       | 53      | 13      | 17           | 6            | 5            | 6            | 24           | 28           | 34     | 20     | 6      | 8      | 77     | 41     | 36   |
| Coppa Italia      | -     | 3       | 2       | 0       | 1       | 5       | 6       | 3            | 3            | 0            | 0            | 11           | 2            | 6      | 5      | 0      | 1      | 16     | 8      | 8    |
| Coppa delle Fiere | -     | 1       | 1       | 0       | 0       | 7       | 0       | 2            | 0            | 1            | 1            | 1            | 5            | 3      | 1      | 1      | 1      | 8      | 5      | 3    |
| Totale            | -     | 21      | 17      | 1       | 3       | 65      | 19      | 22           | 9            | 6            | 7            | 36           | 35           | 43     | 26     | 7      | 10     | 101    | 54     | 47   |